# Camarzana de Tera
Camarzana de Tera là một đô thị trong tỉnh Zamora, Castile và León, Tây Ban Nha. Theo điều tra dân số 2004 (INE), đô thị này có dân số là 988 người.
Đô thị này nằm ở độ cao 777 m trên mực nước biển. Mã số bưu chính là 49332.